# Rolf Sammet

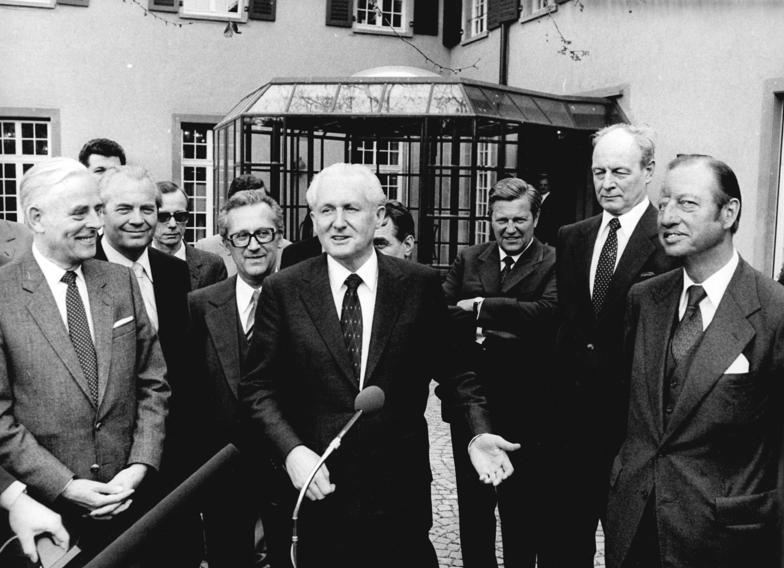
Rolf Sammet (rechts) bei einem Besuch einer DDR-Delegation bei der Hoechst AG (1980)

Rolf Sammet (* 21. Februar 1920 in Stuttgart; † 19. Januar 1997 in Bad Soden am Taunus) war ein deutscher Chemiker und Manager.

## Leben und Werk
Rolf Sammet wurde 1920 in Stuttgart als Sohn des Zahnarztes Paul Sammet geboren. Wegen der Folgen einer schweren Stirnhöhlenerkrankung war er vom Kriegsdienst befreit und studierte ab 1939 Chemie an der Technischen Hochschule Stuttgart, wo er 1945 mit dem Thema Spezielle Untersuchungen über Sulfide bei Robert Fricke zum Dr. rer. nat. promoviert wurde. 1949 begann Sammet seine Karriere bei der Hoechst AG im Labor für Lösungsmittel und Kunststoffe in Frankfurt/M.-Höchst. Kurz darauf wechselte er als Referent in die Technische Direktionsabteilung, deren unmittelbar dem Vorstandsvorsitzenden Karl Winnacker unterstellter Leiter er 1957 wurde. In der Zwischenzeit hatte er sich im operativen Geschäft beim Aufbau der synthetischen Textilfaserproduktion (Trevira) bewährt. 1952 wechselte er in das Referat für Wissenschaft. 1955 wurde Sammet Produktionsleiter des Faserwerkes Bobingen. 1960 wurde er Werksleiter der Hoechst AG. Seit 1962 Mitglied des Vorstandes, zunächst als Stellvertreter, ab 1964 als ordentliches Mitglied, folgte er von 1969 bis 1985 Karl Winnacker als Vorstandsvorsitzender. Während seiner Zeit als Vorstandsvorsitzender wuchs Hoechst zum zweitgrößten Chemie- und Pharmakonzern der Welt. Von 1985 bis 1993 war Generaldirektor Sammet Aufsichtsratsvorsitzender der Hoechst AG. Als Aufsichtsrat war er auch für Allianz Lebensversicherung, BBC, Dresdner Bank, Max-Planck-Gesellschaft, Verband Chemische Industrie und Bundesverband Deutsche Industrie tätig. Er wirkte zudem als Präsident der Gesellschaft Deutscher Chemiker.
Im Jahr 1975 wurde er Honorarprofessor an der Johann Wolfgang Goethe-Universität in Frankfurt am Main. 1983 wurde er zum Präsidenten der deutschen Sektion der Internationalen Handelskammer in London gewählt. Rolf Sammets Verdienste spiegeln sich in zahlreichen Ehrungen wider, so in der Ernennung zum Ehrendoktor (Dr.-Ing. E. h.), dem Großen Bundesverdienstkreuz (1975) und dem mit Stern, das er 1977 erhielt, und in der Carl-Duisberg-Plakette. Rolf Sammet starb im Januar 1997 in Bad Soden. Er war, so erinnerte die Hoechst AG in ihrem Nachruf, „eine der bekanntesten und profiliertesten Unternehmerpersönlichkeiten der siebziger und achtziger Jahre, der zur Fortentwicklung des Wirtschaftsstandorts Deutschland wesentlich beigetragen hat.“
Anlässlich seines Ausscheidens 1985 stiftete die Hoechst AG eine Gastdozentur an der Johann Wolfgang Goethe-Universität. Stiftungszweck ist die Förderung der Forschung und Lehre in den naturwissenschaftlichen Fächern unter Berücksichtigung fächerübergreifender Aspekte. Die Rolf-Sammet-Stiftungsgastprofessur, eine der ältesten an der Goethe-Universität, hat im Laufe ihres 25-jährigen Bestehens herausragende Forscher der Natur- und Lebenswissenschaften nach Frankfurt geführt. Fünf der insgesamt 30 Gastwissenschaftler waren bereits Nobelpreisträger der Chemie (Medizin), als sie die Einladung annahmen, fünf weiteren wurde der Nobelpreis für Chemie in den folgenden Monaten oder Jahren zuerkannt. Die Rolf Sammet-Stiftungsgastprofessur wird heute von Sanofi gefördert.
Rolf Sammet war Rotarier, verheiratet mit Hildegard Sammet, geborene Beckerwerth, und hatte drei Kinder.